# Craugastor podiciferus
Espèce
Synonymes
- Lithodytes podiciferus Cope, 1875 "1876"
- Eleutherodactylus podiciferus (Cope, 1875)
- Lithodytes habenatus Cope, 1875 "1876"
- Lithodytes muricinus Cope, 1875 "1876"
- Eleutherodactylus blairi Barbour, 1928

Statut de conservation UICN

 NT : Quasi menacé
Craugastor podiciferus est une espèce d'amphibiens de la famille des Craugastoridae.

## Répartition
Cette espèce se rencontre de 1 089 à 2 650 m d'altitude dans les cordillères de Tilarán, Centrale et de Talamanca au Costa Rica et dans la cordillère de Chiriquí au Panama.

## Publication originale
- Cope, 1876 "1875" : On the Batrachia and Reptilia of Costa Rica : With notes on the herpetology and ichthyology of Nicaragua and Peru. Journal of the Academy of Natural Sciences of Philadelphia, sér. 2, vol. 8, p. 93–154 (texte intégral).